# Козельков, Георгий Владимирович
Георгий Владимирович Козельков (1908—1961) — советский инженер, конструктор вертолётов.
В 1930—1940-е гг. работал в Киеве на различных авиационных предприятиях. В 1948 году переехал в Москву. Работал в конструкторских бюро под руководством Миля:
- 1948—1951 ведущий конструктор ОКБ-4 завода № 82.
- 1951—1955 ведущий конструктор конструкторского отдела на заводе № 329 МАП.
- с 1955 заместитель главного конструктора по технологии.

Лауреат Ленинской премии 1958 — за участие в создании вертолётов Ми-1 и Ми-4. Награждён орденами и медалями.
Умер 1 июля 1961 года, похоронен в Москве на Новодевичьем кладбище.
Дочь — Елена Георгиевна Козелькова, актриса театра и кино.